# Jan Faktor
Jan Faktor (* 3. listopadu 1951 Praha) je český spisovatel žijící v Berlíně a píšící německy. Jeho román Georgs Sorgen um die Vergangenheit (česky Jiříkovy starosti o minulost) byl roku 2010 nominován na Cenu Lipského knižního veletrhu a Německou knižní cenu.

## Život
Jan Faktor je synem překladatelky a novinářky Františky Faktorové (1926–1997), dlouholeté redaktorky Literárních novin. Jeho matka, teta a babička přežily Terezín, Osvětim a Christianstadt.
Faktor se narodil a vyrůstal v Praze. Po maturitě složené roku 1970 zahájil studium výpočetní techniky, které však po třech semestrech přerušil a odešel do Vysokých Tater. Tam se živil jako vysokohorský nosič a ve volném čase lezl. Po návratu do Prahy působil v letech 1973–78 jako operátor a programátor v jednom pražském podniku a současně dálkově studoval na VŠE. Po dokončení studií se v roce 1978 přestěhoval do NDR za svojí ženou Annette Simonovou (nar. 1952), dcerou spisovatelů Christy Wolfové (1929–2011) a Gerharda Wolfa (nar. 1928). Ve východním Berlíně pracoval mj. jako vychovatel v evangelické školce, zámečník a překladatel.
V NDR byl Faktor aktivním členem neoficiální literární scény v berlínské čtvrti Prenzlauer Berg. Jeho německy psané texty vycházely v undergroundových časopisech a byly prezentovány na čteních v bytech či církevních obcích. Na jaře 1989 se stal členem dnes již neexistující, původně západoněmecké básnické asociace Bielefelder Colloquium neue Poesie, která sdružovala zejména básníky píšící konkrétní poezii. Během převratu se krátce angažoval v občanském hnutí Neues Forum (Nové fórum), později pracoval pro nakladatelství BasisDruck.
Od roku 1991 je spisovatelem z povolání. Žije v berlínské čtvrti Pankow.

### Rodina
Faktor je ženatý s psychoanalytičkou Annette Simonovou. Pár vychoval dvě děti, Simonové dceru z prvního manželství Janu Simonovou (nar. 1972), která pracuje jako reportérka pro týdeník Die Zeit, a společného syna Benjamina Faktora (1979–2012).

## Dílo
První autorovy texty vznikaly ještě v češtině, většina z nich však nikdy publikována nebyla. V rozhovoru pro server iLiteratura Faktor uvedl, že mu na počátku normalizace vyšla v časopise Ahoj na sobotu, příloze Svobodného slova, povídka „Tři tisíce housek“, inspirovaná autorovou brigádou u Pražských pekáren.
Po příchodu do NDR se Faktorovým primárním tvůrčím jazykem stala němčina. Jeho ranou tvorbu tvoří zejména experimentální texty, jež vznikly mj. za pomoci tzv. retrográdního slovníku (Lipsko, 1965), který Faktor pro německou konkrétní poezii objevil. Tyto texty shromažďují zejména později vydané sborníky Georgs Versuche an einem Gedicht und andere positive Texte aus dem Dichtergarten des Grauens (1989/1990) či Körpertexte (1993).
V druhé polovině 90. let se Faktor začal výrazněji věnovat též próze. Zatímco jeho první román dosud zůstává nepublikován, rukopis toho druhého, Schornstein, byl v roce 2005 vyznamenán Cenou Alfreda Döblina a o rok později vyšel v kolínském nakladatelství Kiepenheuer & Witsch.
Mimořádně úspěšný byl Faktorův následující monumentální román Jiříkovy starosti o minulost (Georgs Sorgen um die Vergangenheit oder Im Reich des heiligen Hodensack-Bimbams von Prag) z roku 2010. Autor za něj byl v témže roce nominován na Cenu Lipského knižního veletrhu a Německou knižní cenu. Český překlad románu pořídil Radovan Charvát v úzké spolupráci s autorem. Jiříkovy starosti o minulost jsou autobiograficky laděným příběhem o dospívání Faktorova alter ega Jiříka v Praze 50. až 70. let. Autor na něm začal pracovat už v roce 1986, od původního experimentálního konceptu však později upustil. V každoroční anketě Kniha roku Lidových novin se český překlad románu s pěti hlasy umístil na děleném 8.–13. místě a zaujal i řadu literárních kritiků. Kupříkladu publicistka a překladatelka Jitka Nešporová ocenila živelnost Faktorova textu a jeho jazykovou bohatost, celkový zážitek z četby pak shrnula slovem „omračující“.

## Literární ocenění
- 1993 - Kranichsteinská literární cena za Körpertexte[11]
- 2005 - Cena Alfreda Döblina za Schornstein[11]
- 2010 - Candide Preis
- 2018 - Cena Itala Sveva[12][13]

## Přehled děl v češtině (výběr)
- Patnáct zásad moderní domácnosti a Jiříkovy pokusy o báseň, in: Literární noviny, roč. 2 (1991), č. 44, str. 10, online v archivu ÚČL
- Vznik syntetické řeči v českých zemích, in: Literární noviny, roč. 7 (1996), č. 2, str. 7, online v archivu ÚČL
- Co bezpodmínečně potřebujeme, je nová poezie a Nezdraví, in: Literární noviny, roč. 7 (1996), č. 23, str. 12-13, online v archivu ÚČL
- Jiříkovy starosti o minulost (Georgs Sorgen um die Vergangenheit oder im Reich des heiligen Hodensack-Bimbams von Prag)
  - přel. Radovan Charvát ve spolupráci s autorem, Plus, Praha 2015, ISBN 978-80-259-0091-8

## Přehled děl v němčině (výběr)
- Georgs Versuche an einem Gedicht und andere positive Texte aus dem Dichtergarten des Grauens (1989/1990)
- Henry's Jupitergestik in der Blutlache Nr. 3 und andere positive Texte aus Georgs Besudelungs- und Selbstbesudelungskabinett. Texte, Manifeste, Stücke und ein Bericht (1991)
- Körpertexte (1993)
- Die Leute trinken zuviel, kommen gleich mit Flaschen an oder melden sich gar nicht. Oder. Georgs Abschiede und Atempausen nach dem verhinderten Werdegang zum Arrogator eines Literaturstoßtrupps. Körpertexte, Sprechtexte, Essays (1995)
- Fremd im eigenen Land (2000)
  - společně Annette Simonovou
- Minsk 32 - my love (2000)
  - in: Frankfurter Rundschau, 24. června 2000
- Schornstein (2006)
  - román, Kiepenheuer & Witsch, Köln
- Georgs Sorgen um die Vergangenheit oder im Reich des heiligen Hodensack-Bimbams von Prag (2010)
  - román, Kiepenheuer & Witsch, Köln 2010, ISBN 978-3-462-04188-0
- Lange Suche in den endlosen Wäldern von Christianstadt oder Wie ein völlig im Abseits spielendes Kapitel eines Romans ins Zentrum der Recherchearbeit rücken kann. Bericht über die Recherchen zum Roman Georgs Sorgen um die Zukunft [sic!] oder Im Reich des heiligen Hodensack-Bimbams von Prag (2015)
  - esej, in: Catani, Stephanie / Marx, Friedhelm (eds.): Über Grenzen, Wallstein Verlag, Göttingen, s. 49-70

### Překlady do němčiny
- Ivan Blatný: Hilfsschule Bixley (2018, společně s Annette Simon)